# Chapelle Notre-Dame-des-Anges de Royan
Pour les articles homonymes, voir Chapelle Notre-Dame-des-Anges.
La chapelle Notre-Dame-des-Anges est un lieu de culte catholique desservant le quartier balnéaire et résidentiel de Pontaillac, à Royan dans le département français de Charente-Maritime. Cette église paroissiale dépend du secteur pastoral « Notre-Dame-L’Assomption » au sein du doyenné de Royan et du diocèse de La Rochelle et Saintes.
De style néo-gothique teinté d’influences orientalistes, cet édifice assez modeste par ses dimensions est l’œuvre de l’architecte saintais Eustase Rullier. Sa construction commence en 1891.

## Histoire
L’histoire du quartier de Pontaillac commence véritablement en 1855, lorsqu’un entrepreneur bordelais, Jean Lacaze, se porte acquéreur d’un vaste terrain couvert de dunes et bordant des marais à l’ouest de Royan. Devinant le potentiel du site en pleine vogue des « bains de mer », il envisage d’y édifier un lotissement pour les curistes (à cette époque, on « prend les eaux » surtout pour des raisons médicales). En l’espace de vingt ans, l’essor de ce nouveau quartier est fulgurant. Quartier huppé et mondain par excellence, c’est l’endroit où il faut être vu lorsqu’on vient en villégiature, résumé par la maxime « tout le monde va à Royan, mais tout le monde ne va pas à Pontaillac ».
L’accroissement de la population, notamment pendant la « belle saison », fait que la construction d’un lieu de culte devient vite un impératif. Or, cette volonté se heurte à un refus catégorique de l’abbé Mazure, curé de Royan. Ce dernier envisage depuis des années la construction d’un nouveau lieu de culte en centre-ville. Une maison a été léguée à la commune à cet effet en 1856 par une paroissienne, Mme Dumoulin, legs complété par l’acquisition d’une maison mitoyenne en 1859 ; pourtant, d’importantes divergences subsistent entre la municipalité et le curé opiniâtre. Ne parvenant pas à imposer sa vision des choses, le prêtre n’en démord pas : la construction d’une église à Pontaillac est secondaire quand le centre-ville ne compte pour seul lieu de culte qu'une modeste chapelle, en plus de la vieille église Saint-Pierre, à demi délabrée, qui est d'ailleurs opportunément fermée en 1862.

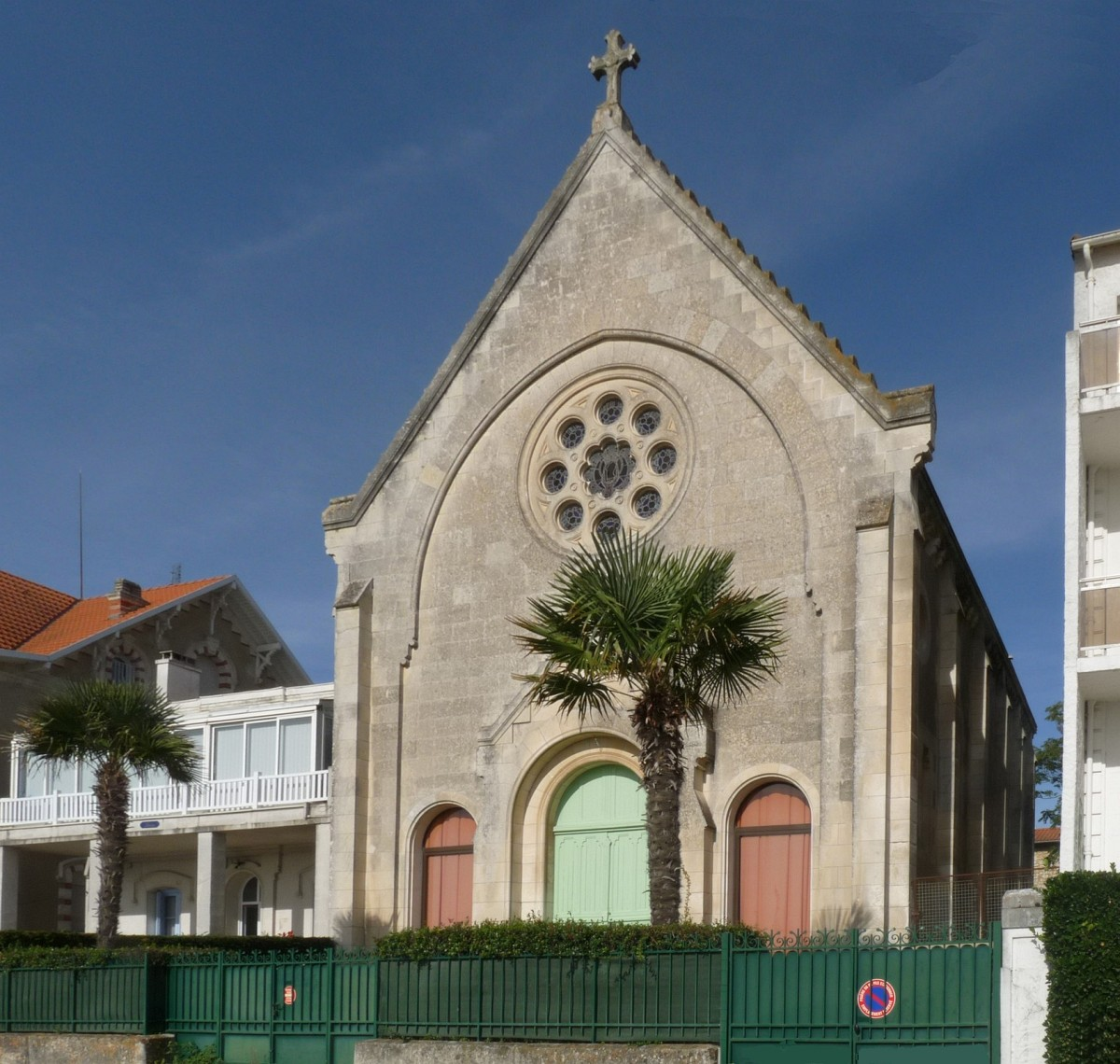
La première chapelle de Pontaillac (1871), sur la falaise, est aujourd'hui une habitation privée.

Une parade est trouvée par le comte Martial de Verthamon, un des fondateurs du quartier de Pontaillac avec Jean Lacaze : puisqu’on ne peut construire d’église à Royan, on le fera à Vaux-sur-Mer, la corniche ouest de Pontaillac relevant de cette commune. L’église de l’Assomption-de-Notre-Dame voit ainsi le jour en 1871. C’est alors une chapelle privée, gérée par les sœurs de la Charité de Bordeaux. Cependant, ce modeste édifice présente des inconvénients : excentré, il est aussi bien trop petit pour accueillir tous les fidèles. Or, à Royan, la situation évolue. L’abbé Mazure obtient enfin la construction d’une nouvelle église en centre-ville : l’église Notre-Dame. Son successeur, l’abbé Portier, non seulement ne s’oppose plus à la construction d’une église dans la partie royannaise du quartier de Pontaillac, mais l’appelle de ses vœux : « il est contraire aux principes de l’Église qu’une population aussi importante que celle de Pontaillac échappe à son pasteur naturel qui ne peut être que celui de son territoire paroissial ».
Un terrain est concédé par la famille Lacaze. Le soin de réaliser les plans du nouveau sanctuaire est confié à l’architecte saintais Eustase Rullier, et le gros-œuvre aux entrepreneurs Joseph et Michel Ricoux. Après des années de querelle, la première pierre de la chapelle Notre-Dame-des-Anges est enfin posée le 2 février 1891, en présence de l'évêque de La Rochelle et Saintes Pierre-Marie-Etienne-Gustave Ardin. En 1899, l’ancienne chapelle de Pontaillac est vendue par les sœurs de la Charité à la fabrique de Vaux afin qu’elle serve de chapelle de secours aux pauvres. En 1945, les bombardements alliés qui frappent durement la ville de Royan épargnent miraculeusement l’édifice.

## Architecture
Par son architecture, la chapelle Notre-Dame-des-Anges est caractéristique du style néo-gothique alors très à la mode, teinté de références hispano-andalouses. La façade, en pierre de taille, est divisée en trois registres verticaux et deux registres horizontaux (respectivement néo-gothique pour la partie inférieure et néo-roman pour la partie supérieure). Le premier niveau accueille un portail en arc brisé, cantonné de deux arcades aveugles. Le second niveau, qui emprunte des éléments à la grammaire stylistique romane - utilisation du plein cintre et de chapiteaux aux motifs végétaux stylisés (feuille d’acanthe), est percé d’une rosace polylobée inspirée du gothique rayonnant. La partie supérieure de la façade forme un pignon où vient se loger une petite ouverture pour la cloche, lequel est sommé d’une croix celtique. Les murs latéraux, en moellons enduits, sont ornés dans leur partie extérieure d'une large frise colorée en céramique d'inspiration andalouse.

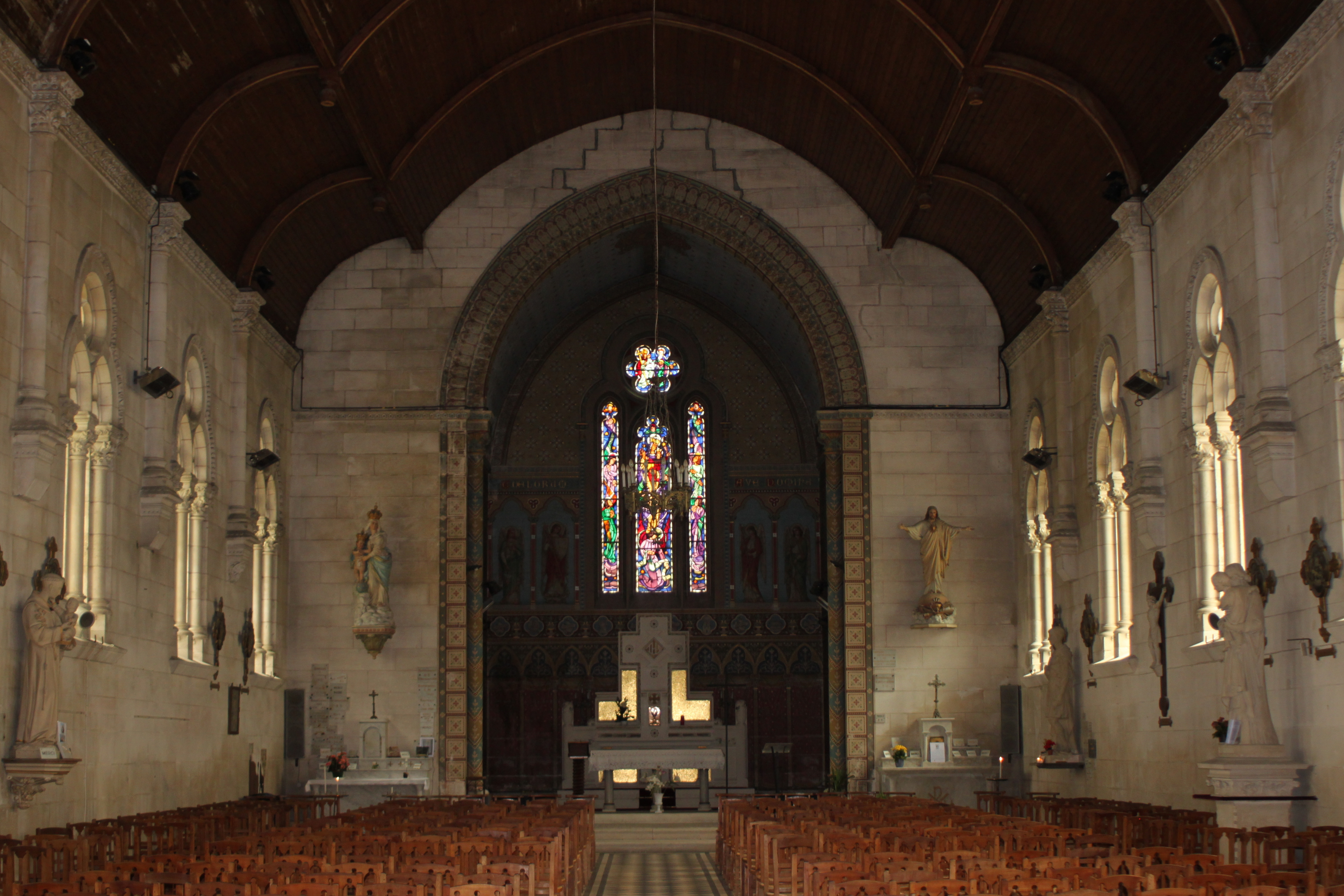
L'intérieur de l'église a conservé sa décoration « Belle Époque ».

À l’intérieur, la nef unique forme un rectangle divisé en sept travées, qui se prolonge par un chœur plus petit. L’ensemble, très lumineux, est éclairé par une série de baies latérales géminées surmontées d’oculi tréflés associant influences gothiques et orientales, tandis qu’une grande baie gothique à trois lancettes et oculus polylobé orne le mur du chevet. Cette dernière accueille un vitrail du maître-verrier limousin Francis Gigot réalisé en 1949, qui représente la Vierge à l’enfant (lancette centrale) adorée par des anges (lancettes latérales) sous la protection du Saint-Esprit (oculus). La nef est tout entière couverte par une voûte en lambris sombre, tandis que le chœur est couvert d’une voûte en briques ogivale. Le pavage est quant à lui une réalisation de la société Genevière-Bonniot, de Saintes.
Si l’ornementation de la nef est d’une grande sobriété, les murs du chœur sont recouverts de fresques colorées représentant des anges réalisées en 1897 par le peintre bordelais Léon Millet (également auteur des peintures murales de l’église Saint-Vivien de Saintes). Le maître-autel, de style Art déco, est prolongé par un tabernacle en forme de croix où est gravé le monogramme « IHS ». Deux petits autels latéraux sont dédiés à Notre-Dame et au Sacré-Cœur de Jésus.
Le mobilier de la chapelle comprend de multiples statues (Vierge à l’enfant, copie de la statue de Notre-Dame-des-Victoires, saint Expédit, sainte Jeanne d'Arc, sainte Philomène, saint Antoine de Padoue…). La statue de saint Joseph, montée sur un socle de pierre, est à peu près contemporaine de la construction de l’église (1892). Elle est l’œuvre d’un sculpteur angevin, Victor Bariller. Au-dessus de l’entrée principale, une tribune en bois ajouré porte le buffet d’orgue. Enfin, la chapelle abrite également un confessionnal en pitchpin de style néo-gothique, datant de 1895.

## Galerie

Vues extérieure
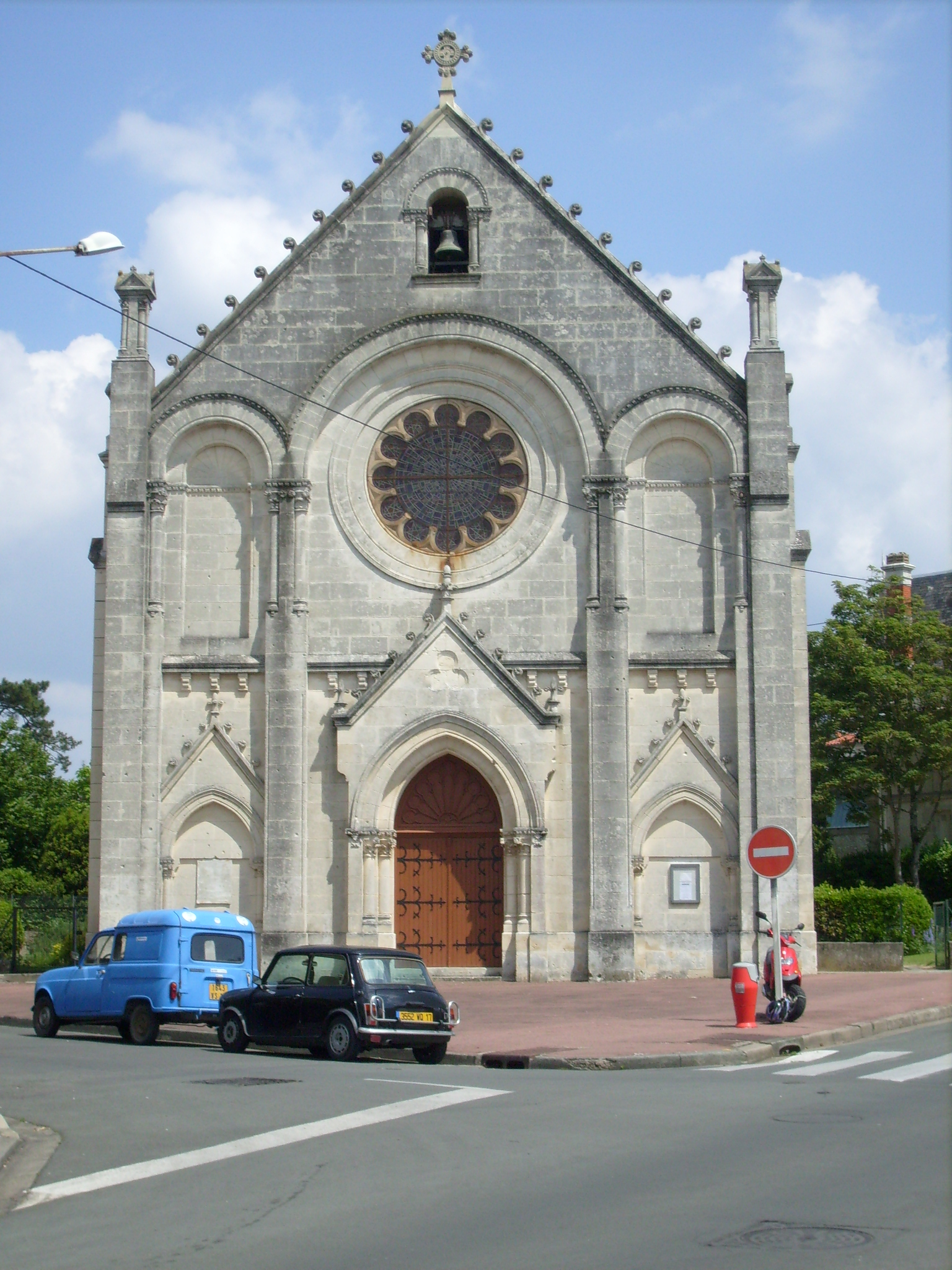
La façade.
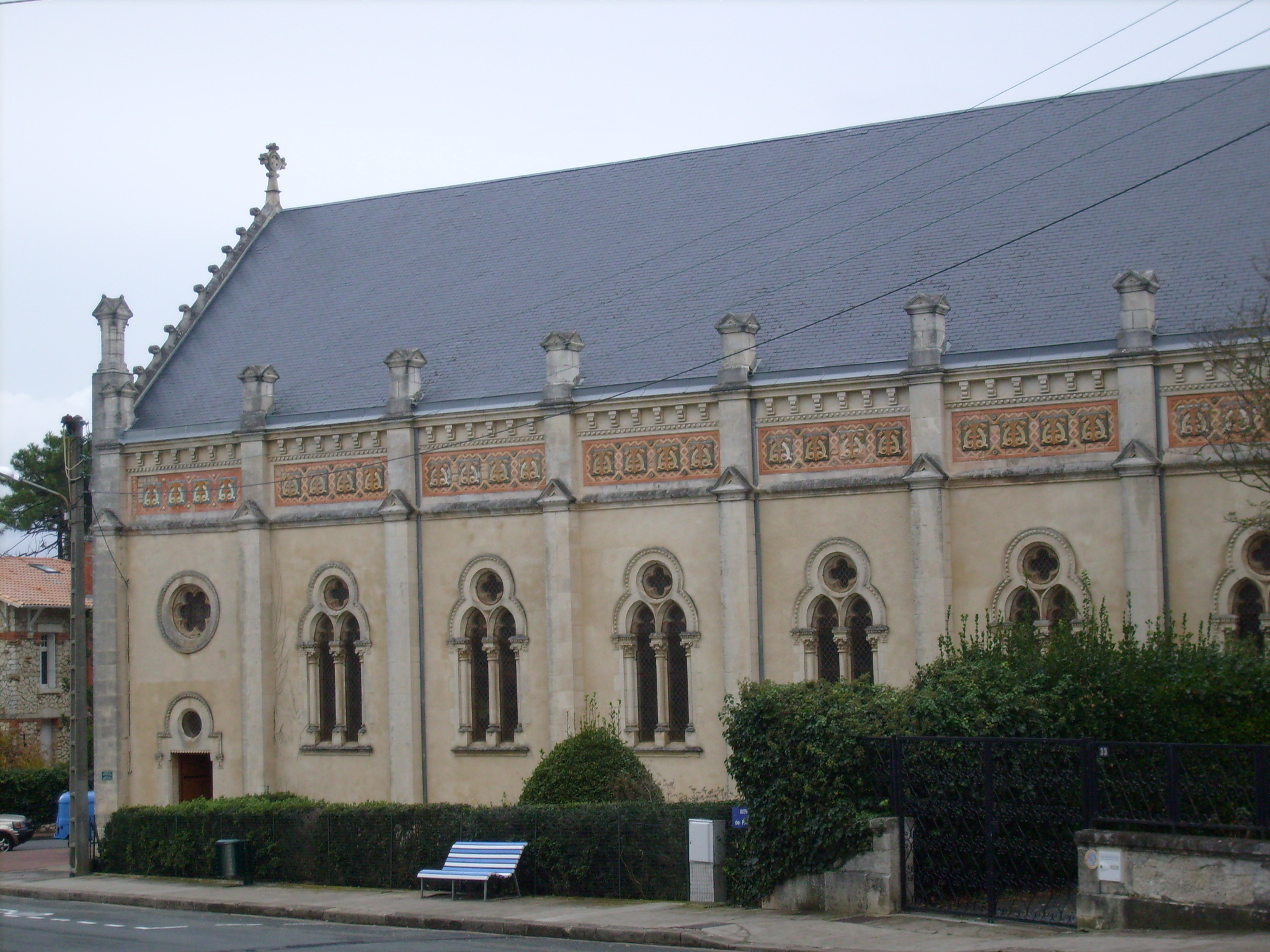
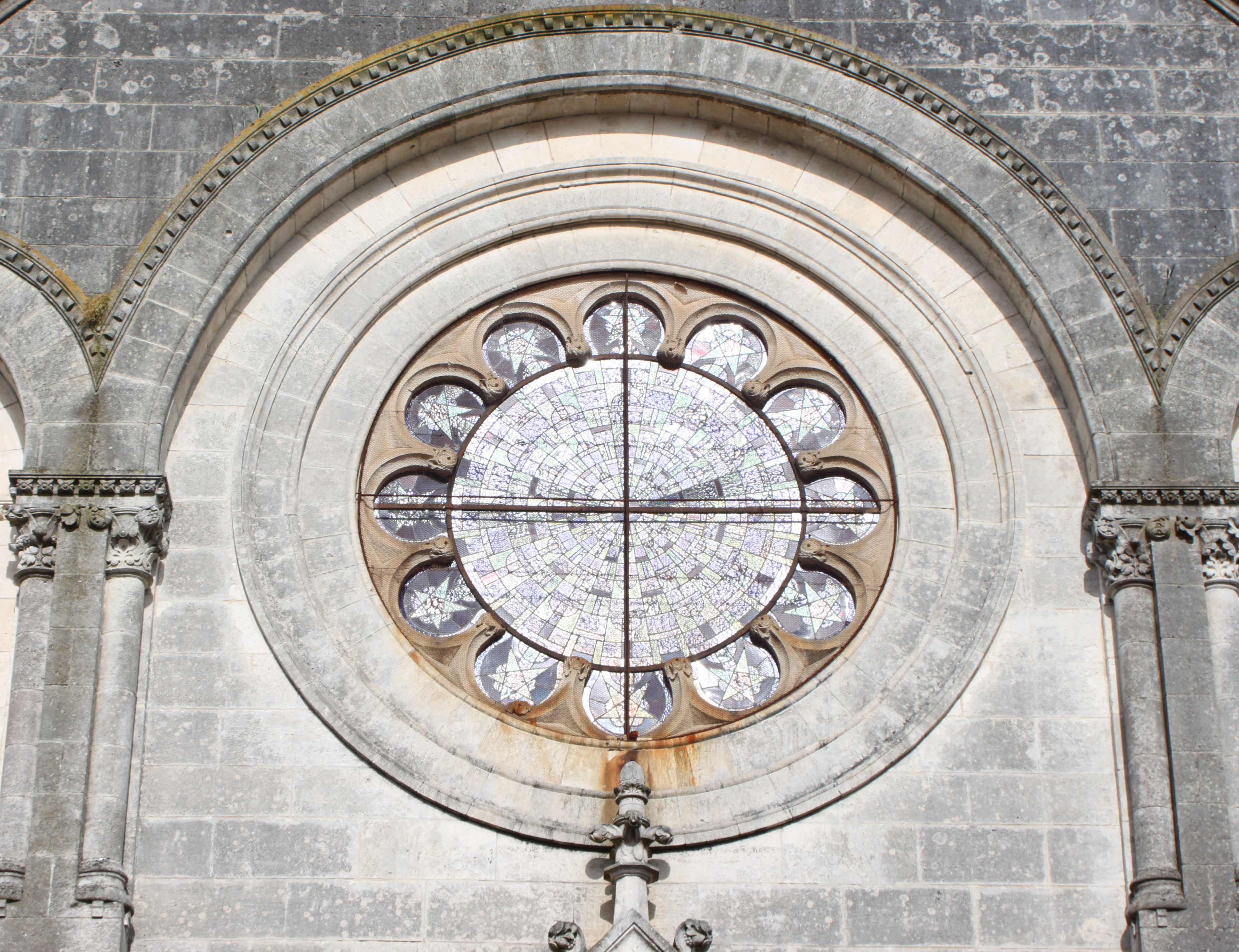
Rosace.
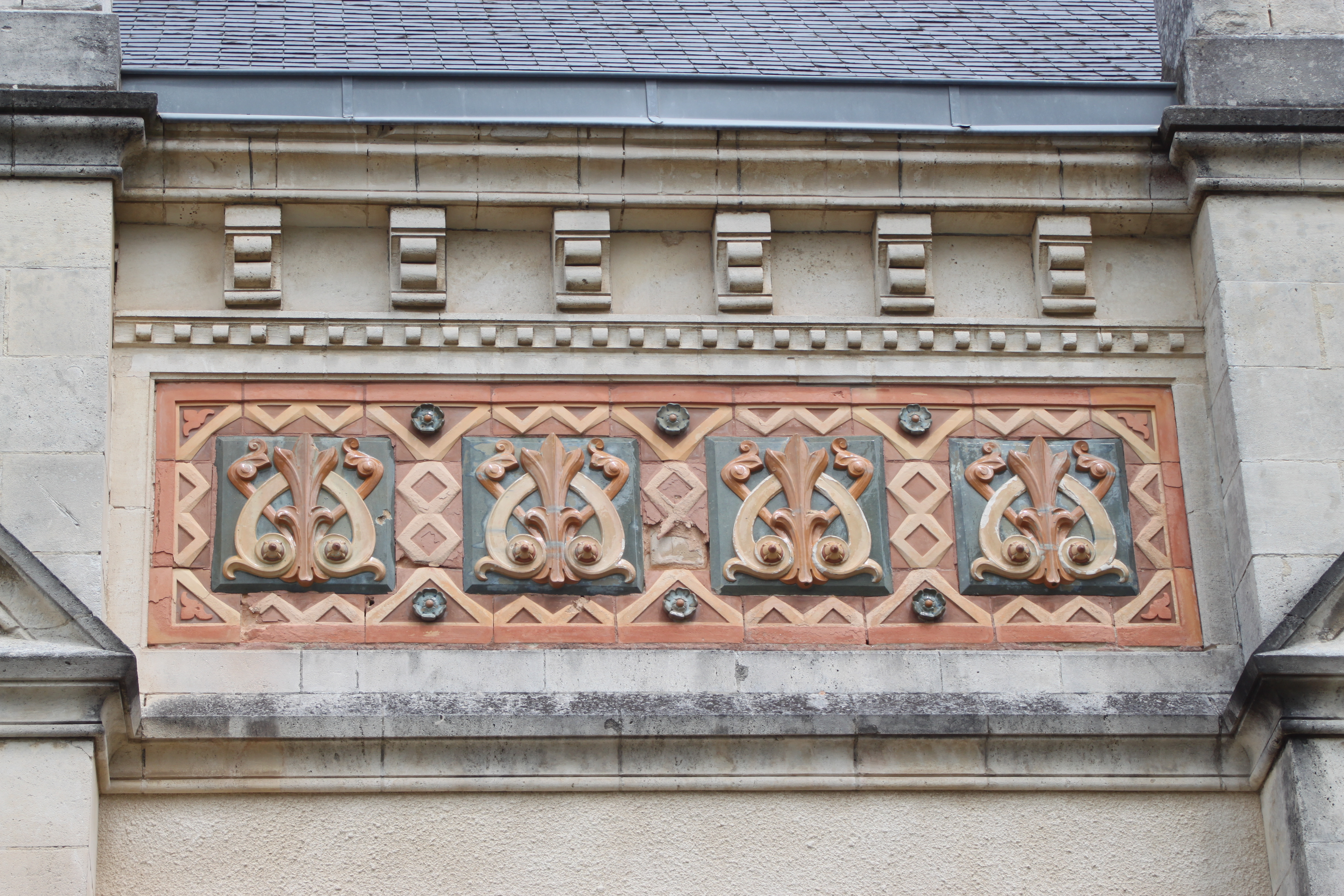
Détail de la frise en faïence.

Vues intérieures
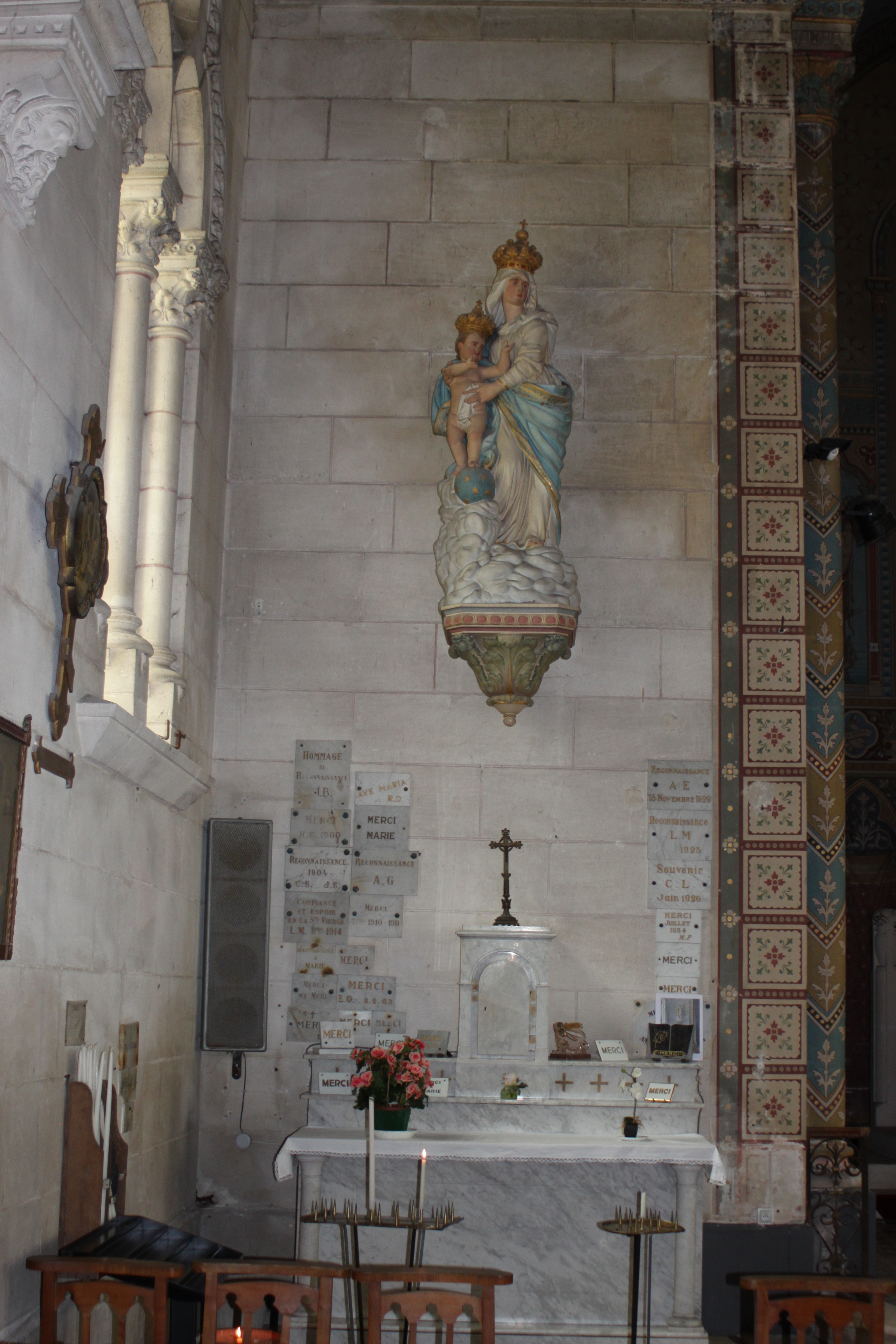
Autel Notre-Dame.
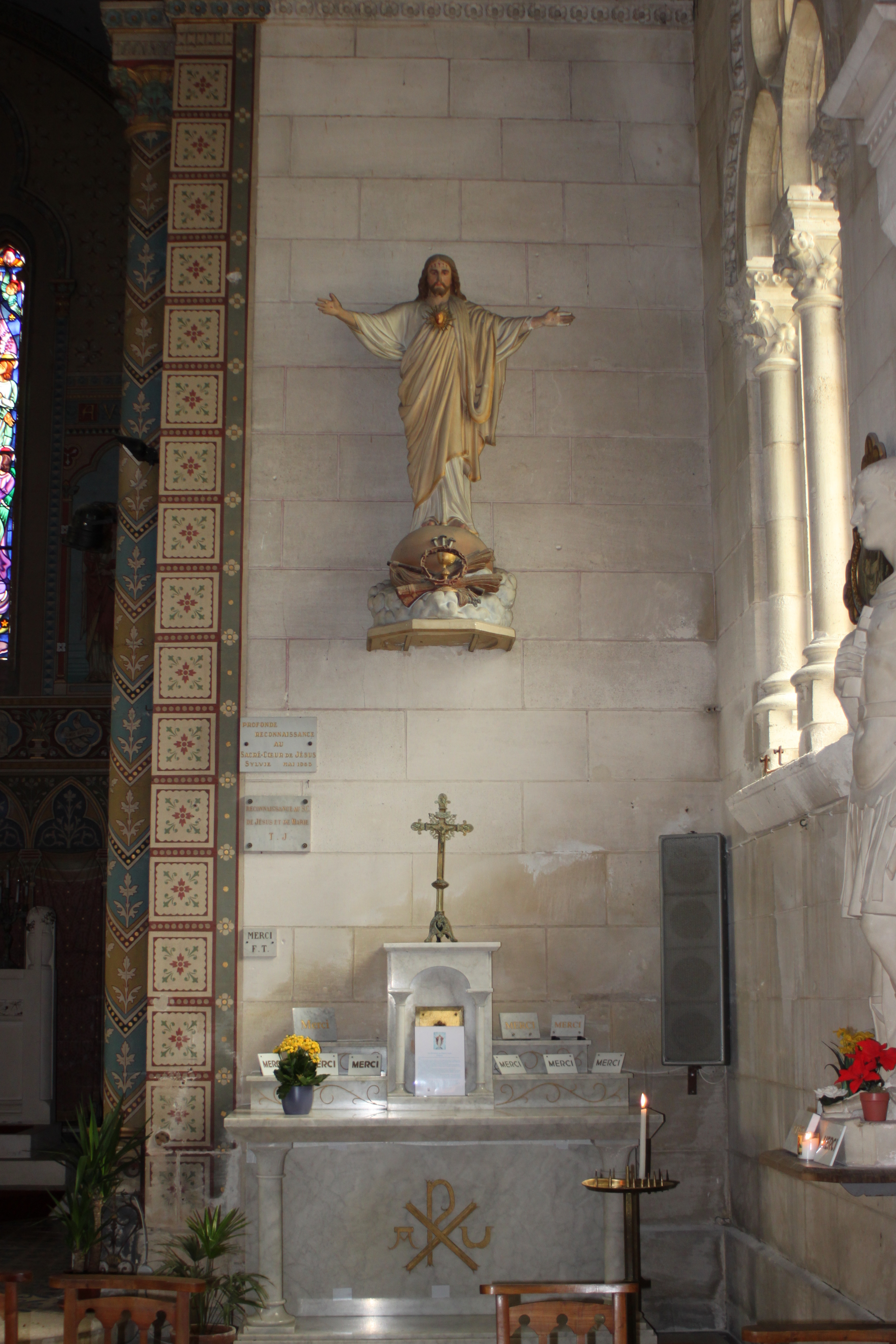
Autel du Sacré-Cœur.
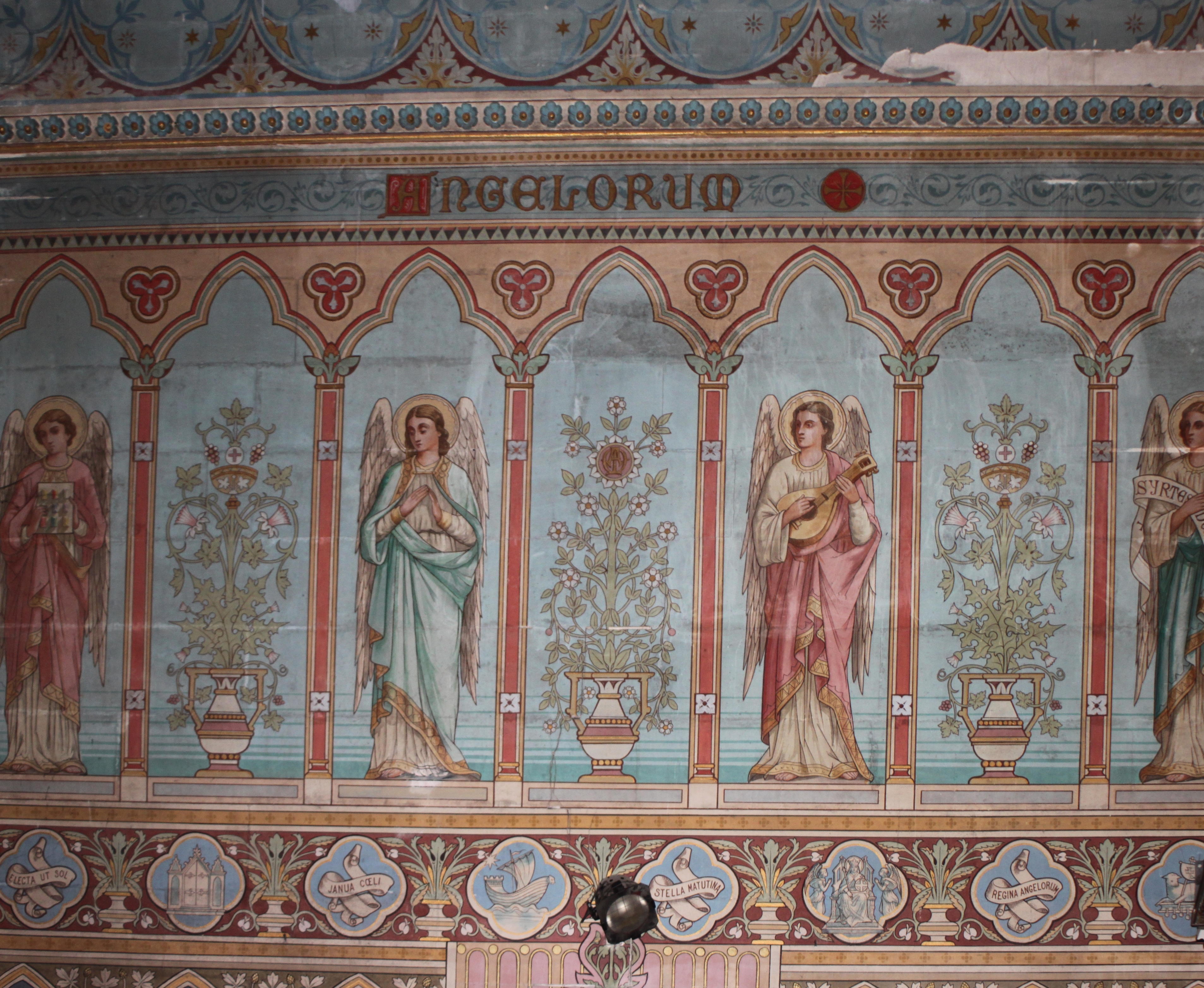
Fresque gauche du chœur.
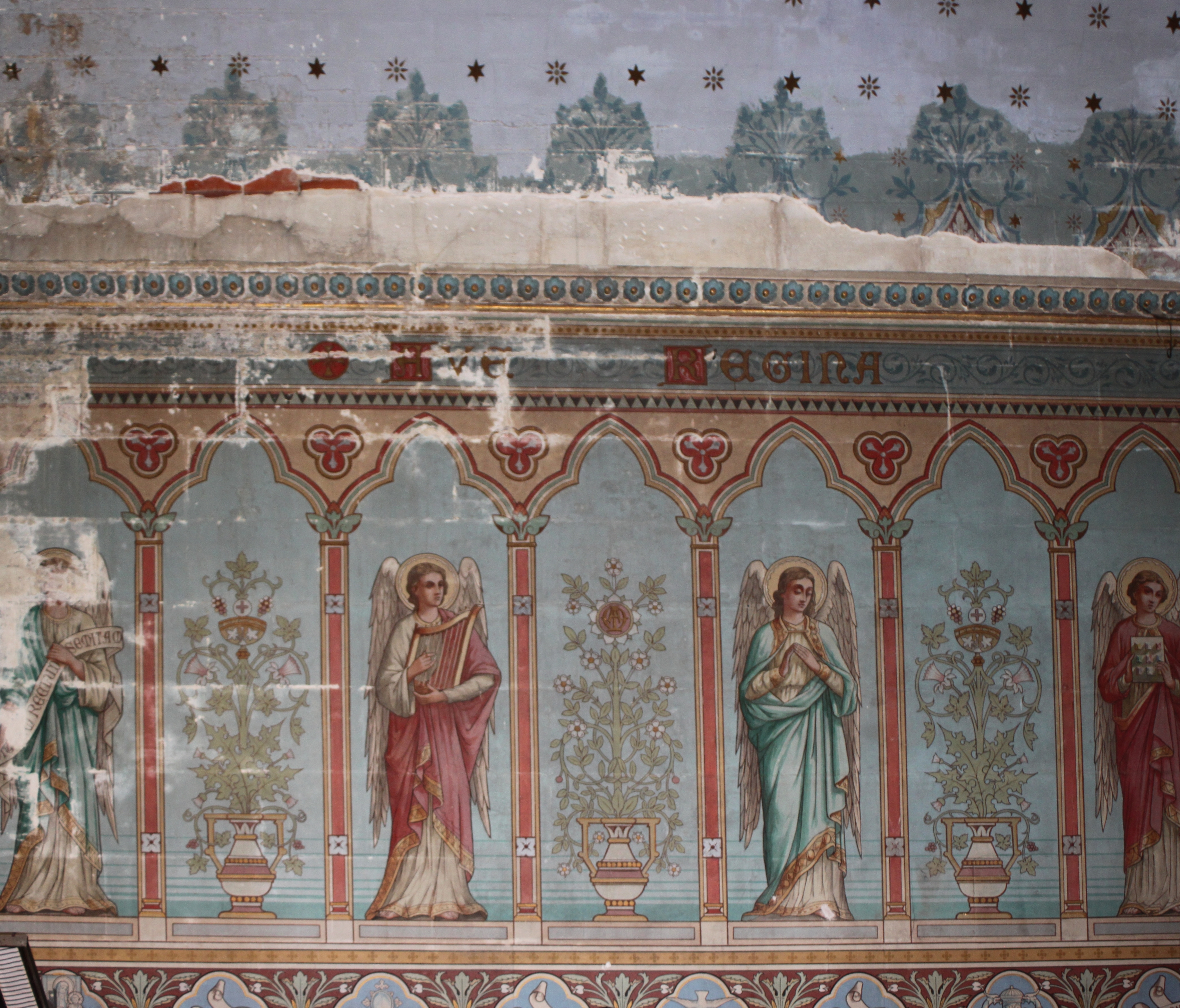
Fresque droite du chœur.
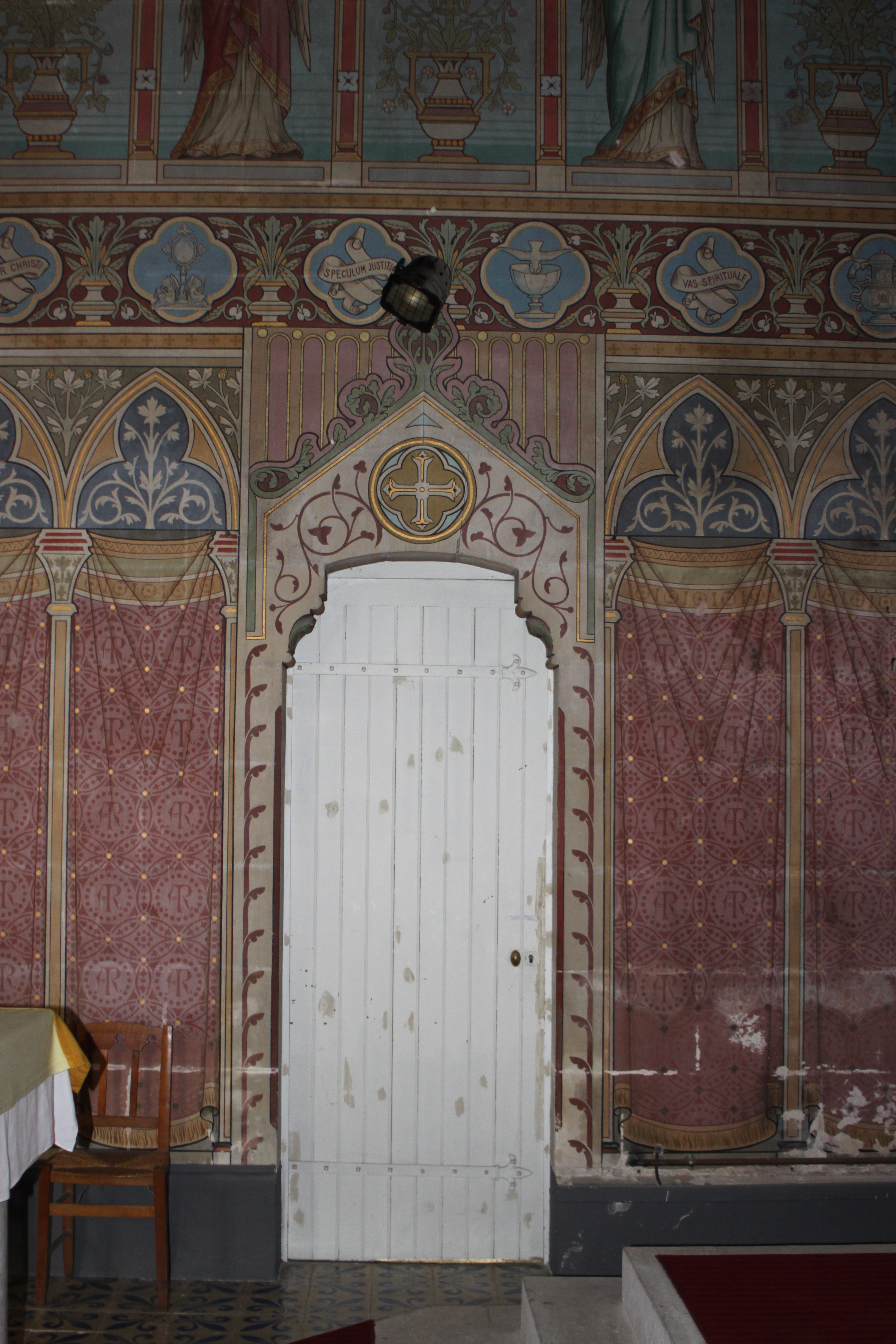
Fresque gauche du chœur et porte de la sacristie.
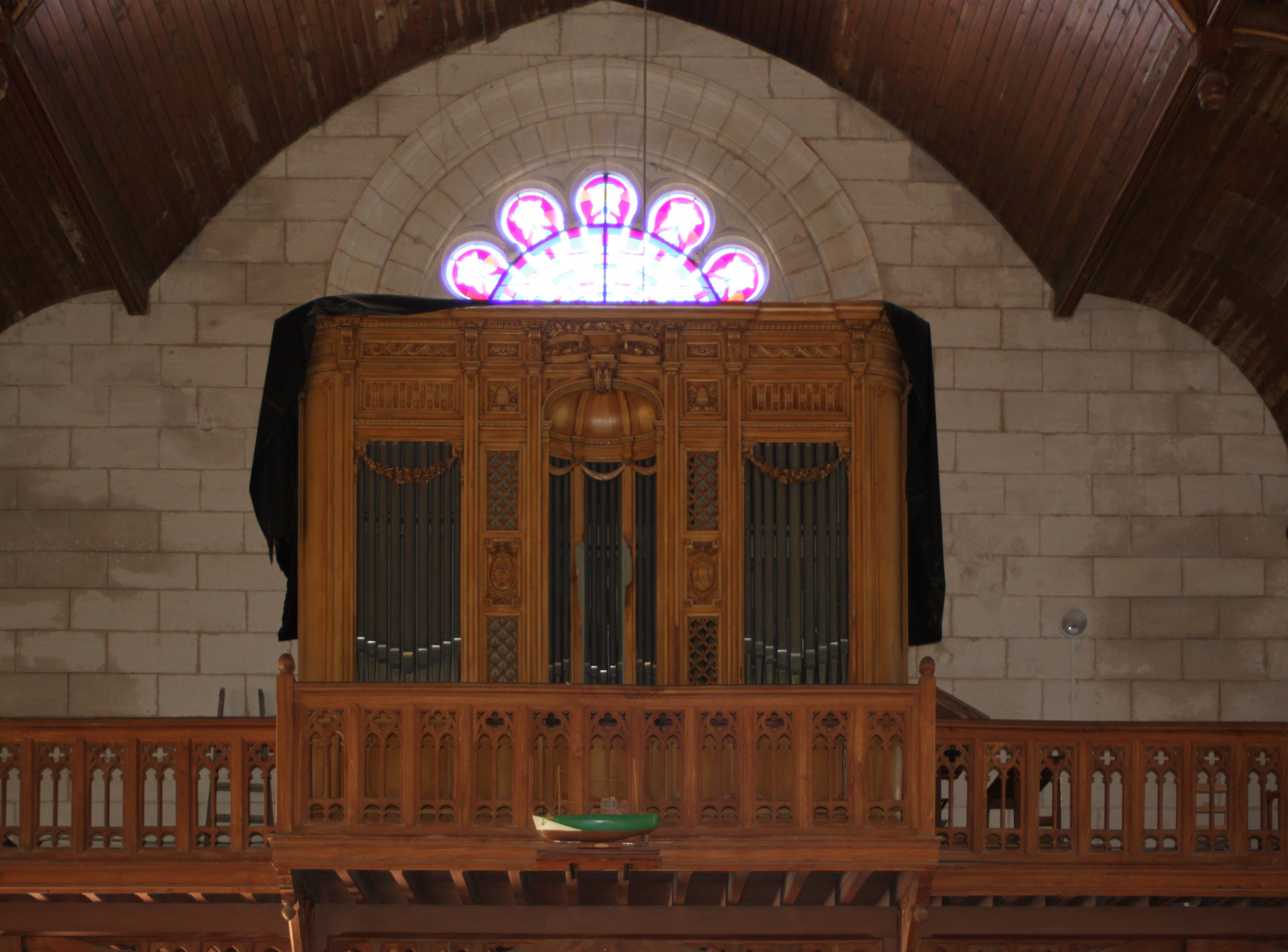
Orgue.
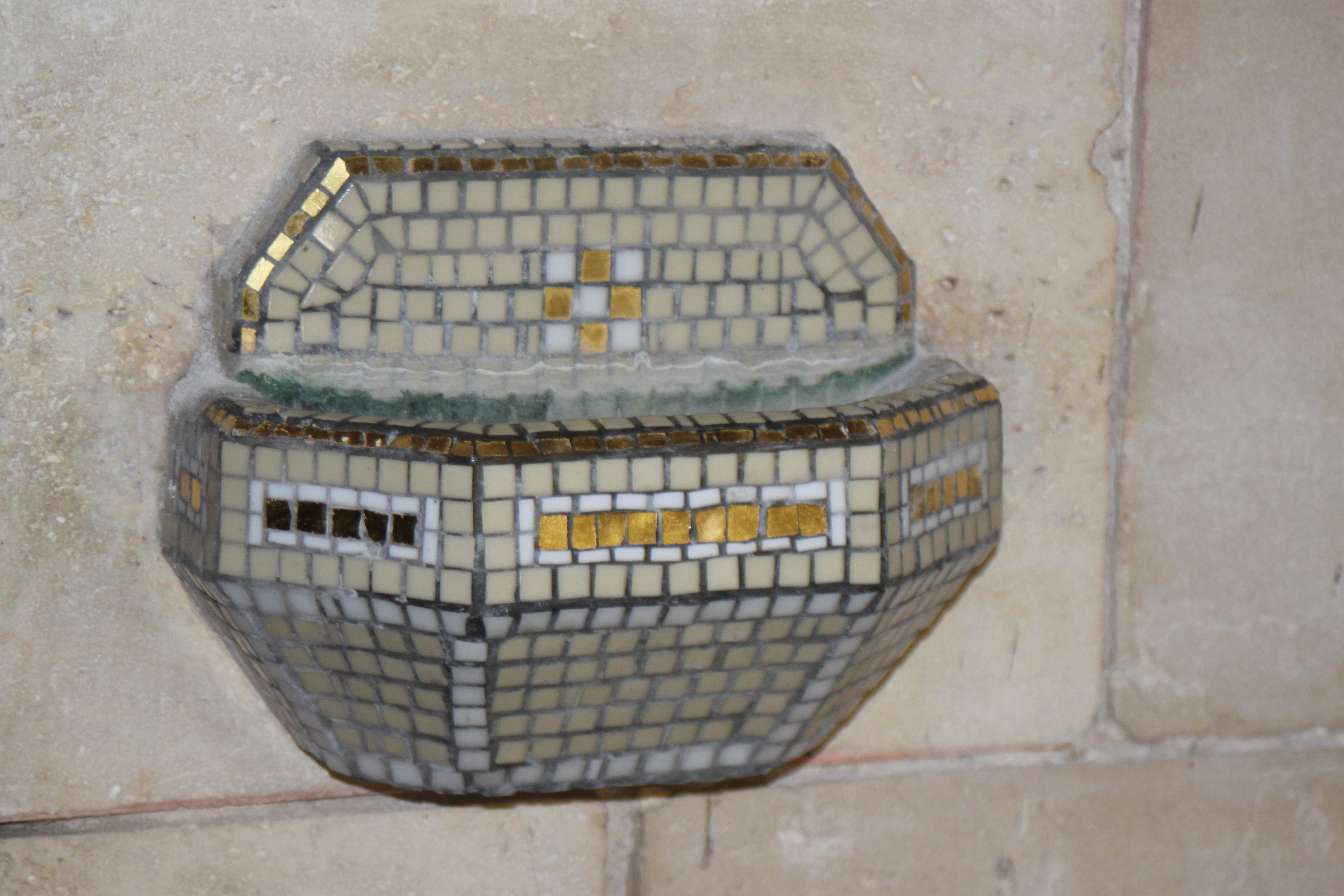
Bénitier.
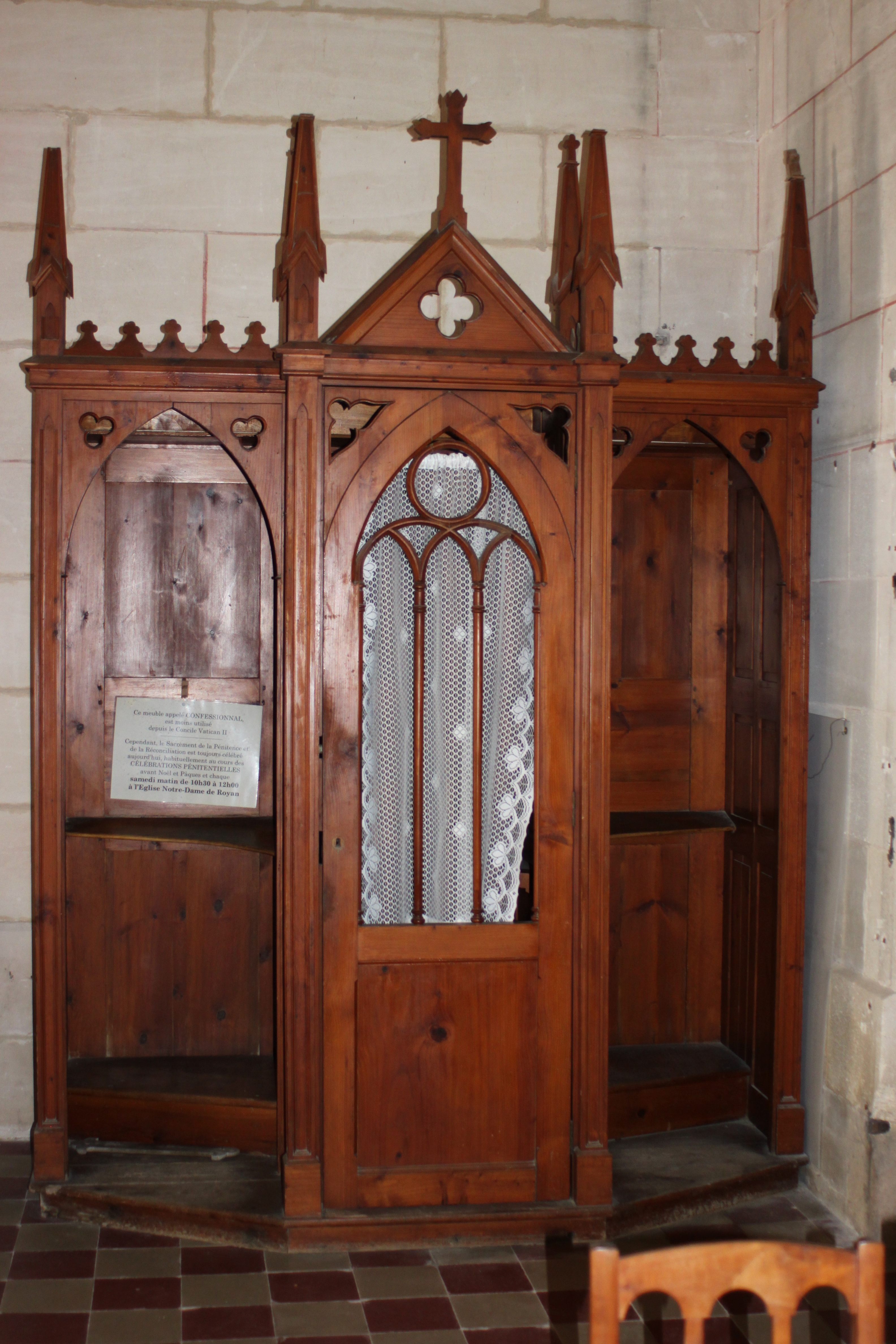
Confessionnal.
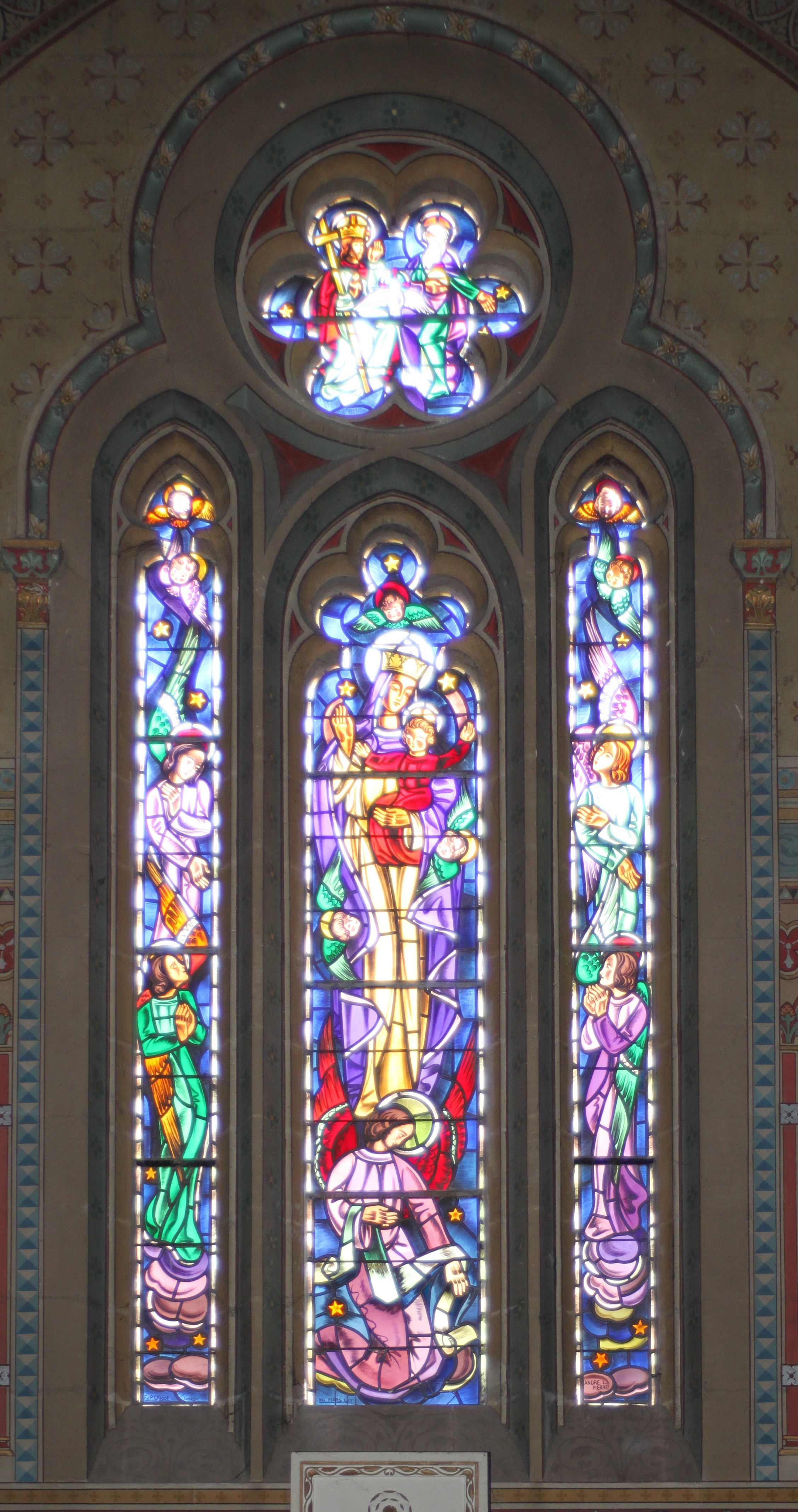
Vitrail du chœur.

Statuaire
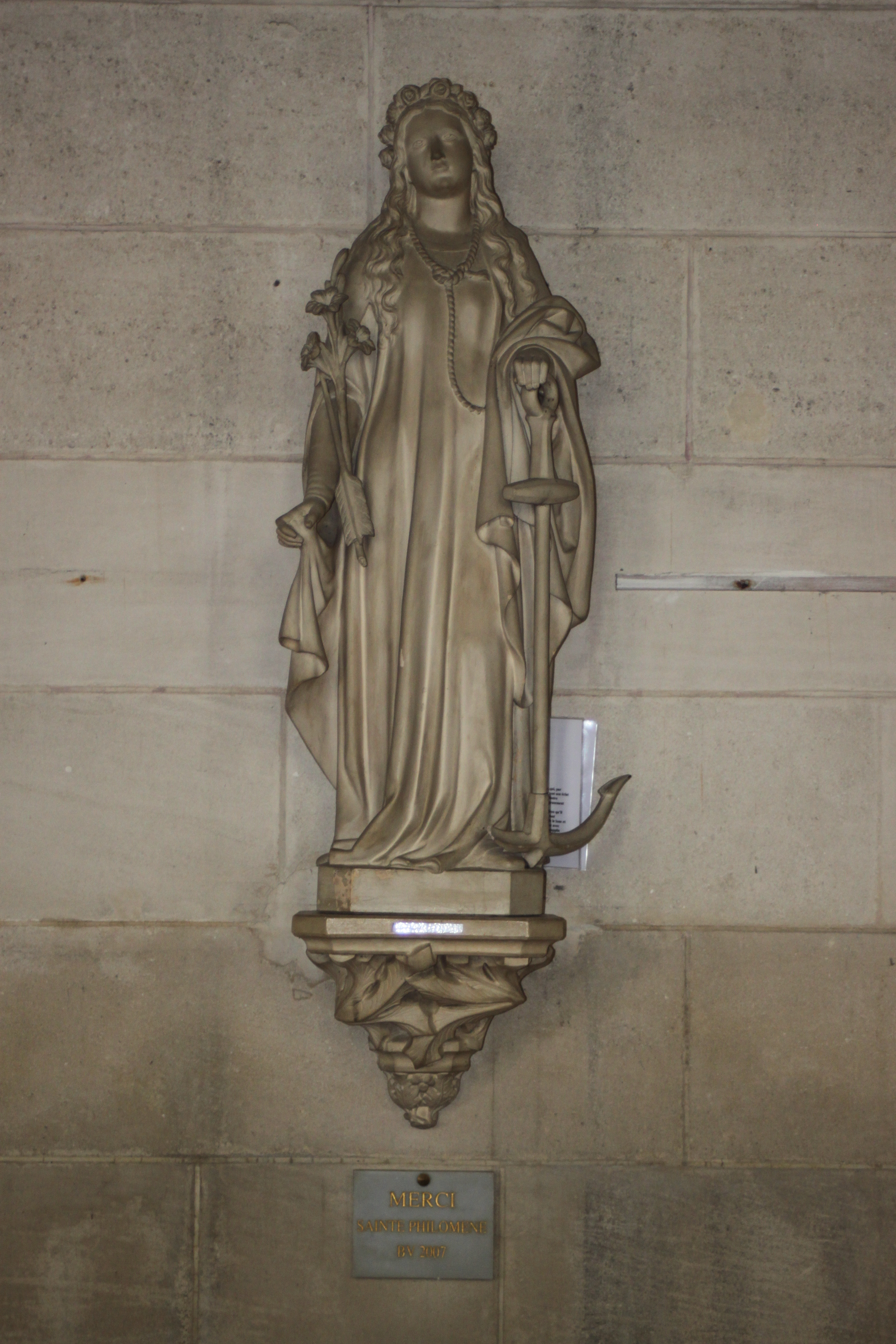
Sainte Philomène.
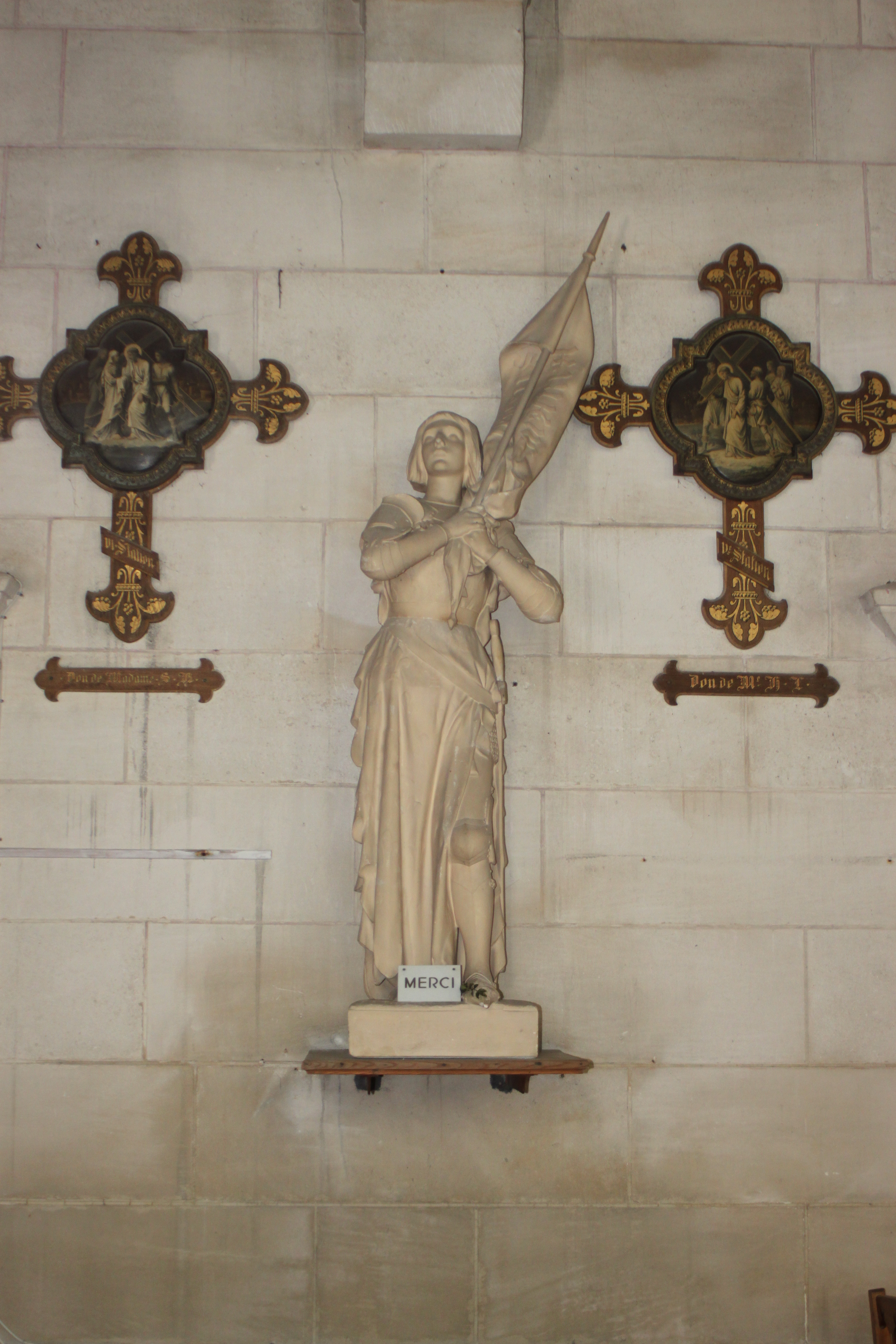
Jeanne-d'Arc.
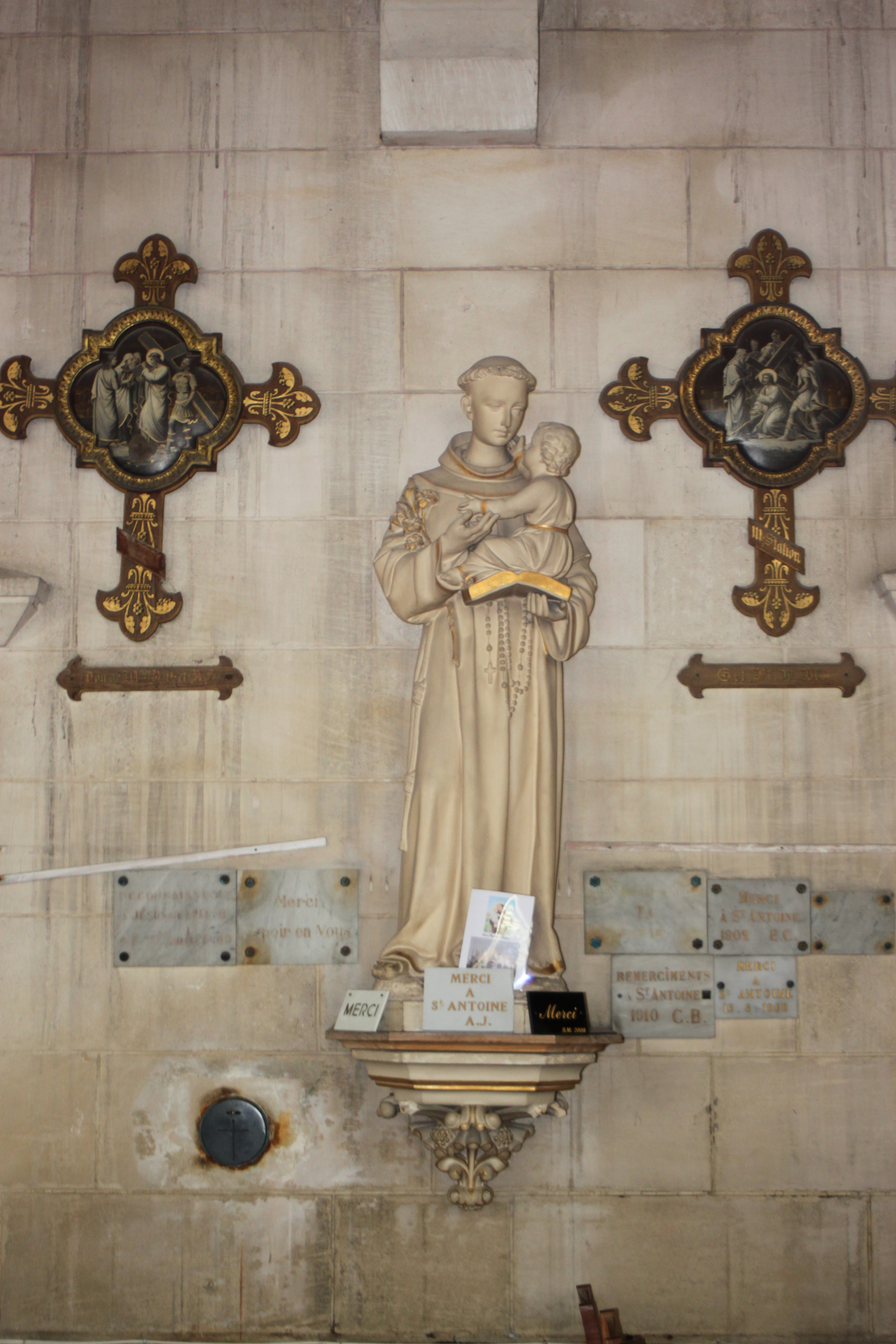
Saint Antoine de Padoue.
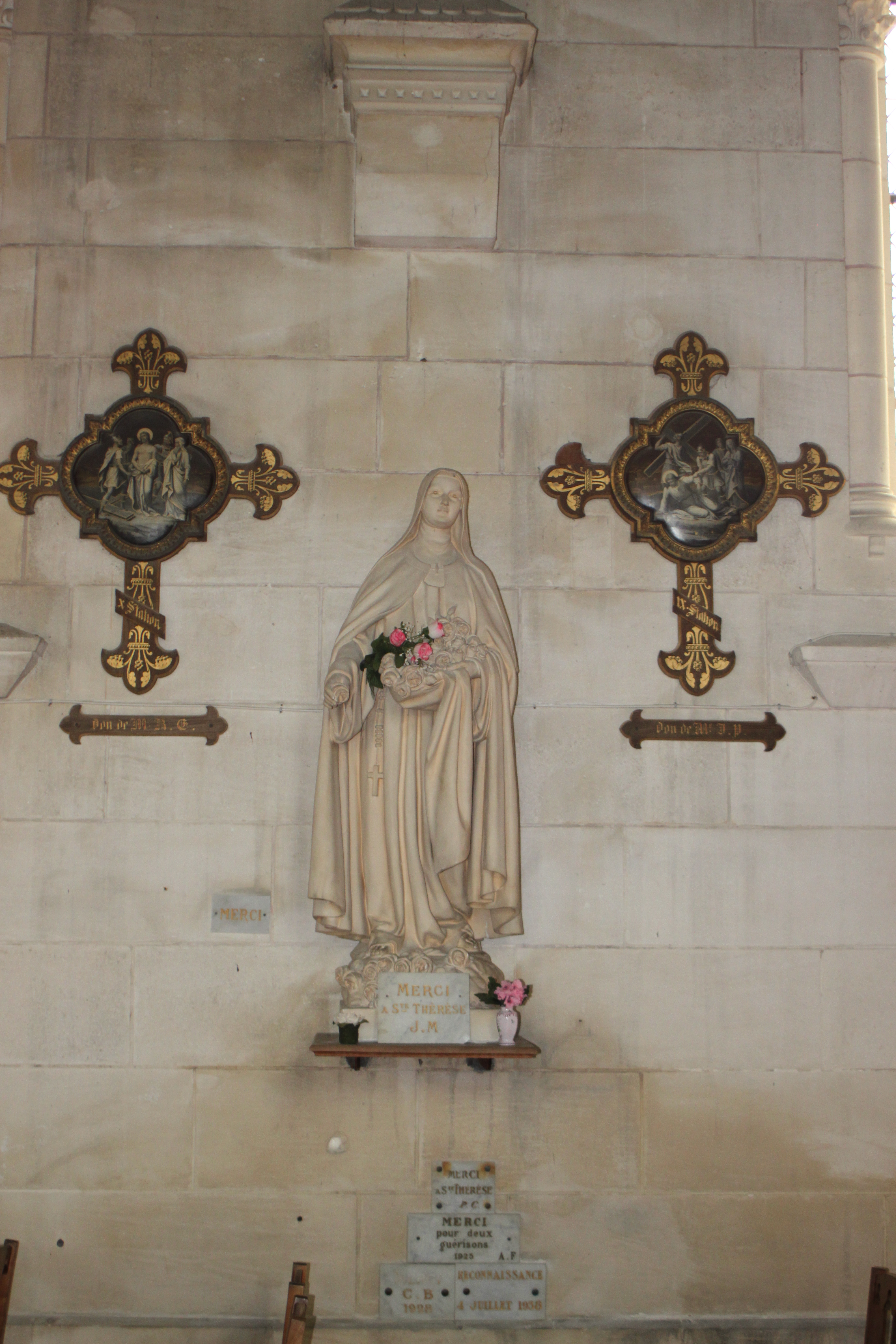
Sainte Thérèse.
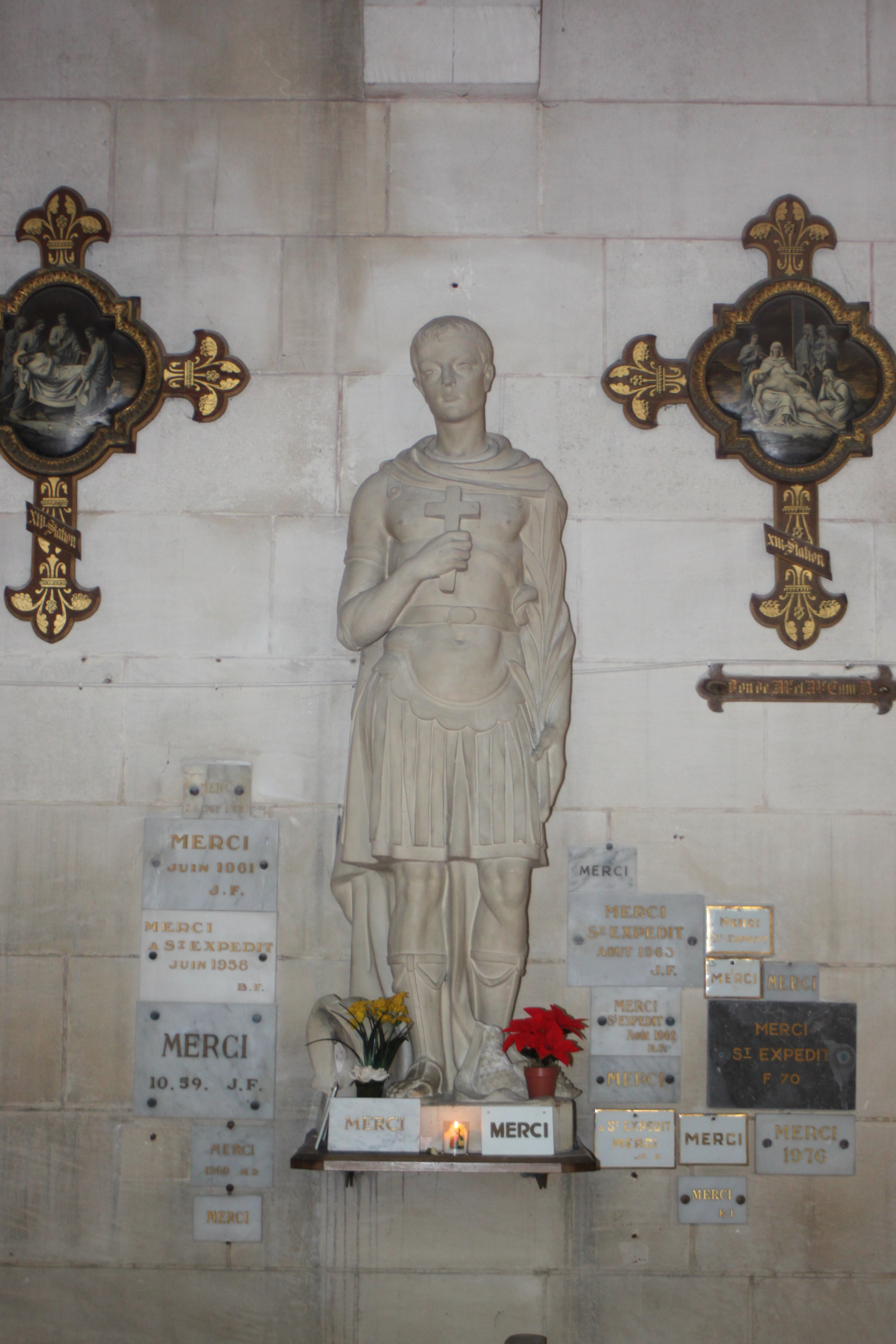
Saint Expédit.
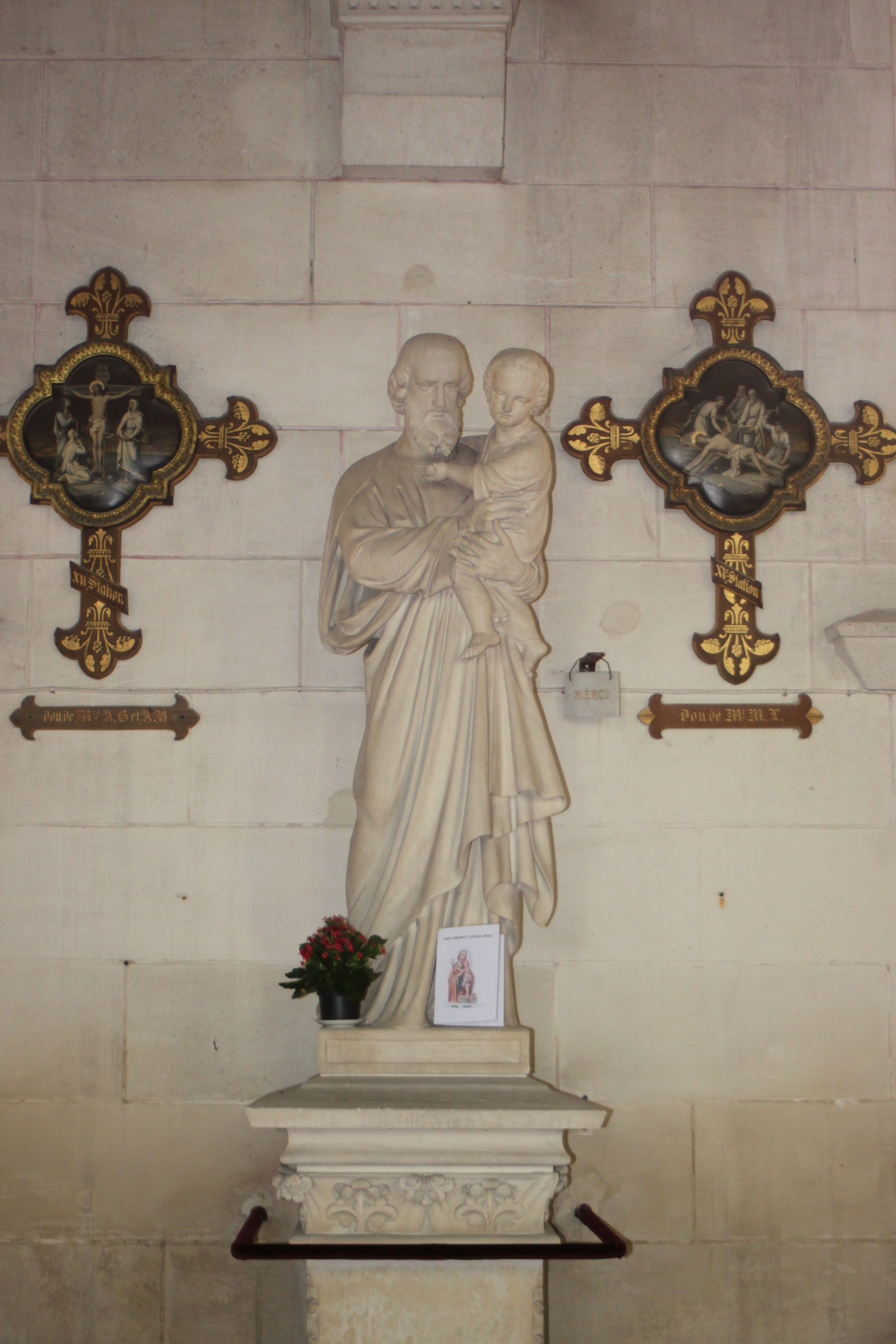
Saint Joseph.